# 유원 (양성희후)
유원(劉原, ? ~ ?)은 전한의 제후로, 노안왕의 증손이다.

## 생애
아버지 유순의 뒤를 이어 양성후(良成侯)에 봉해졌다.
시호를 희(釐)라 하였고, 아들 유원(劉元)이 작위를 이었다.

## 출전
- 반고, 《한서》 권15하 왕자후표 下

| 선대 아버지 양성공후 유순 | 전한의 양성후 ? ~ ? | 후대 아들 양성대후 유원 |